# Burgh Castle

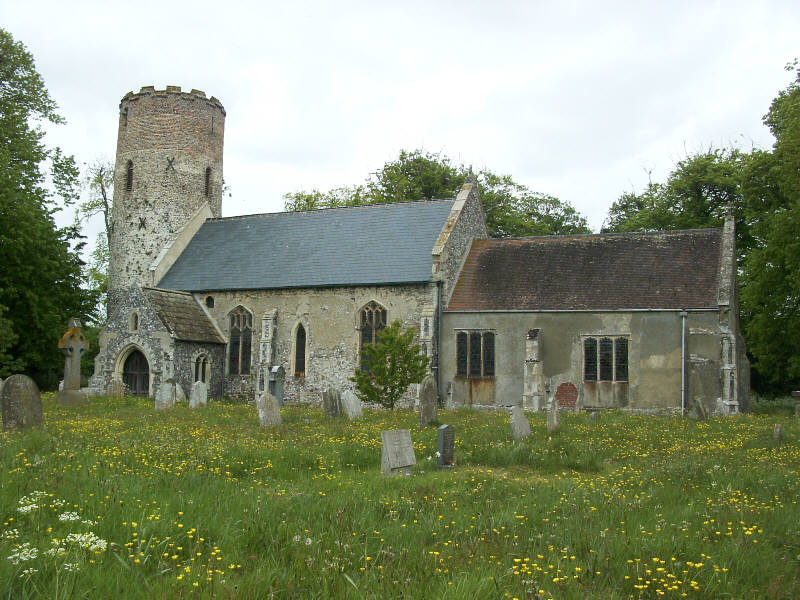
Chiesa di San Pietro e Paolo a Burgh Castle

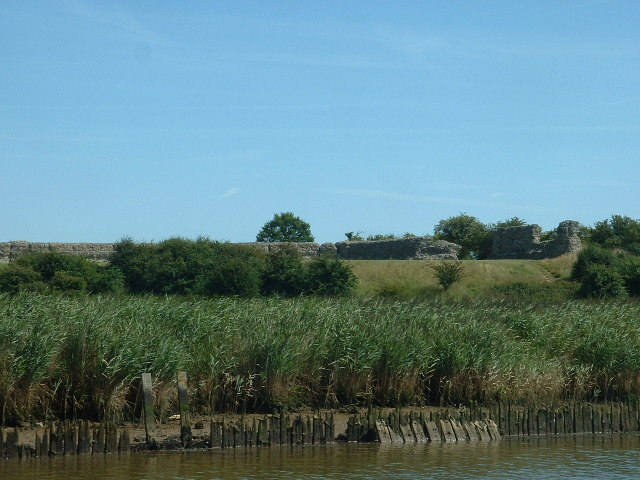
Le mura della fortezza

Burgh Castle è un villaggio e civil parish della contea inglese del Norfolk. Si trova sulla riva orientale del fiume Waveney, 6 km ad ovest di Great Yarmouth ed all'interno del Broads National Park.

## Fortezza romana
Burgh Castle è il luogo in cui sorgeva una delle numerose fortezze romane costruite per ospitare la cavalleria che difendeva l'impero dalle incursioni sassoni in Britannia (lungo la costa sassone). Si trattava forse di Gariannonum, un nome che appare in una sola fonte. Un tempo si pensava che questa identificazione fosse sicura, ma ora gli esperti sono dubbiosi. La fortezza è un grande rettangolo, di cui sopravvivono eretti ancora 3 muri. Il quarto è crollato in quello che un tempo era l'estuario del fiume, ma che oggi è una palude. Breydon Water è tutto quello che resta dell'estuario che un tempo era dominato da questa fortezza. Il castello è di proprietà del Norfolk Archaeological Trust e le sue mura fanno parte dell'English Heritage. Il sito è gratuitamente aperto al pubblico.

## Altri utilizzi
È stato ipotizzato da William Camden che Burgh Castle sia il luogo in cui sorgeva "Cnobheresburg", un luogo sconosciuto (un castrum o fortezza) in Anglia orientale, dove attorno al 630 fu fondato da san Furseo il primo monastero irlandese in Inghilterra meridionale, come parte della missione irlandese-scozzese descritta da Beda il Venerabile. Gli storici hanno trovato numerosi motivi per contrastare questa posizione geografica, ma non sono in grado di stabilirne una migliore. La fortezza romana di Burgh Castle fu scavata da Charles Green nel 1958-61. Un resoconto dettagliato del Norfolk Museums Service del 1983 (East Anglian Archaeology 20) mostra che non è mai esistito un insediamento monastico a Burgh Castle.
La chiesa di san Pietro e Paolo di Burgh Castle è una delle 124 chiese a torre rotonda tuttora esistenti nel Norfolk.
Il comune di Burgh Castle ha una superficie di 6.76 km2 e, secondo il censimento del 2001, ha una popolazione di 955 abitanti divisi in 376 case. Dal punto di vista amministrativo locale, il comune di Burgh Castle cade nel distretto di Great Yarmouth. Prima del Local Government Act 1972 si trovava nel distretto rurale di Lothingland nel Suffolk.
Il casato di Burke prende la forma originale del proprio cognome, de Burgh, dal paese.